# Вожгалы
Во́жгалы — село в Кумёнском районе Кировской области, административный центр Вожгальского сельского поселения.

## География
Расстояние до районного центра — посёлка Кумёны — 29 км. Расположено в низине, окружённой с двух сторон увалами, с юга и востока у села протекает река Быстрица, с севера течёт её левый приток — Лебёдка, которая делит село надвое. С двух сторон (южной и северной) оно окружено небольшими болотами (шириной до 500 метров), поросшими кустарником. С центром региона связано проходящей через село трассой Киров — Уни, проходящей по старому тракту, ранее шедшему на Глазов. С Кировом село связывает автобусный маршрут № 206.

## История
Легенда о возникновении села трактует его возникновение как татарского аула, местные жители производят слово «вожгалы» от татарского «гнилое болото», но источники фиксируют только русское население местности.
С 1629 года левобережьем реки Быстрица в этом месте владели вятские оброчные землевладельцы Е. Федянин, И. Максимов, В. Буторин. В 1640 году земли перешли к Вятскому Успенскому Трифоному монастырю, в 1764 году — к государству.
Село Вожгалы было основано 19 (29) марта 1670 года по благословению московского Патриаршего приказа. В 1672 году была построена деревянная церковь (разобрана в 1728 году). В 1678 году в селе было 8 дворов (44 души). По ведомостям 1727 году погост Вожгальский значится как архиерейская вотчина. С момента образования и до 1868 года село входило в Лыстанскую волость (село Лыстан в 3 километрах южнее Вожгал, не сохранилось). В 1728 году были построены холодный каменный храм с престолом в честь Покрова Пресвятой Богородицы и тёплая каменная церковь в честь Преображения. Холодный храм был разобран в 1833 году и заново построен в 1841 году, в это же время заложено большое архиерейское подворье, строительство которого вели монахи Спасо-Преображенского Соловецкого монастыря. Преображенская церковь переустраивалась в 1798—1814 годах, затем в 1859 году, когда была расширена.
Приход состоял из 80 селений. В 1868 году Вожгалы становятся волостным центром, в нём находятся волостное правление, земская больница, небольшие красильные и кожевенные заведения, маслобойня. Ещё в 1829 году в селе была открыта первая в губернии на селе приходская школа, а в начале XX века работали существовали двухклассная министерская мужская, земская женская и церковно-приходская школы, а также Вожгальское начальное училище. В декабре 1862 года на пожертвования населения была открыта публичная библиотека, в 1908 году начала издаваться волостная газета «Сельский вестник».
Село являлась торговым центром, в котором проводилось несколько ярмарок — Вожгальская (27 мая), Петровская (28 июля), Гурьевская (14 ноября), Васильевская (31 декабря). Имелось три десятка торговых лавок.
В 1929 году Вожгальская волость была преобразована в Вожгальский район с центром в селе, который был ликвидирован в 1956 году с присоединением территории к Просницкому району.

## Население
| 2010 |
| ---- |
| 942  |

## Инфраструктура
В северной части села находятся земли колхоза «Красный Октябрь» (основан в 1924 году). В восточной части — ремонтно-техническое предприятие по ремонту сельскохозяйственной техники. В Вожгалах работают маслосырозавод, участковая больница, центральная библиотека им. Шаляпина, детская школа искусств им. Ф. И. Шаляпина.
1 января 2000 года иеромонаху Зосиме была дана храмозданная грамота на основание в селе Вожгалы Преображенского епархиального мужского монастыря.

## Застройка
Улицы села: Гагарина, Заводская, Заречная, Кирова, Клубная, Комарова, Коммунальная, Краснооктябрьская, Мира, МОПРА, Набережная, Нагорная, Новая, Октябрьская, Первомайская, Перминова, Поселковая, Прозорова, Советская, Труда, Фестивальная, Юбилейная

## Семья Шаляпиных в Вожгалах
С Вожгальской волостью тесно связана судьба родителей русского певца Фёдора Ивановича Шаляпина — Ивана Шаляпина (родился в д. Сырцево) и Евдокии (в девичестве — Прозорова, родилась в д. Дудинцы Кумёнской волости). В Преображенской церкви села Вожгалы Иван и Евдокия венчались, а затем и жили в селе (все их предки были вятскими). Он навещал родителей в 1901 году, добившись, чтобы больного отца поместили в Вожгальскую больницу. Из книг Ф. И. Шаляпина и с привлечением его личных средств была сформирована Вожгальская библиотека, носящая ныне его имя. Детской школе искусств с. Вожгалы в 1996 году также присвоено имя Ф. И. Шаляпина.